# جول السلام

تعديل مصدري - تعديل

جول السلام هي إحدى قرى عزلة أحور بمديرية أحور التابعة لمحافظة أبين، بلغ تعداد سكانها 235 نسمة حسب تعداد اليمن لعام 2004.